# Mandawaka
I Mandawaka (o anche Mandahuaca) sono un gruppo etnico del Brasile e del Venezuela che aveva una popolazione stimata in circa 3.000 individui nel 1975. Parlano la lingua Mandahuaca (codice ISO 639: MHT) e sono principalmente di fede animista.
Vivono ai confini tra Colombia e Venezuela e nello stato brasiliano dell'Amazonas, sui fiumi Baria e Casiquiare. Denominazioni alternative: Mandauaca, Mandawaka, Ihini, Arihini, Maldavaca, Cunipusana, Yavita, Mitua.